# Kolarstwo na Letnich Igrzyskach Olimpijskich 1920
Kolarstwo na Letnich Igrzyskach Olimpijskich 1920 w Antwerpii rozgrywane było w dniach 9–13 sierpnia 1920 r. Konkurencje torowe odbyły się na Garden City Velodroom. Długość wyścigu szosowego wynosiła 175 km.

## Medaliści
| Konkurencja                     | Złoto                                                             | Srebro                                                         | Brąz                                                                 |
| kolarstwo szosowe               |                                                                   |                                                                |                                                                      |
| Indywidualna jazda na czas      | Harry Stenqvist                                                   | Henry Kaltenbrunn                                              | Fernand Canteloube                                                   |
| Drużynowa jazda na czas         | Francja · F. Canteloube, G. Detreille, · A. Souchard, M. Gobillot | Szwecja · H. Stenqvist, R. Malm, · A. Persson, S. Lundberg     | Belgia · B. Janssens, A. De Bunné, · A. Vercruysse, A. Wyckmans      |
| kolarstwo torowe                |                                                                   |                                                                |                                                                      |
| Sprint                          | Maurice Peeters                                                   | Thomas Johnson                                                 | Harry Ryan                                                           |
| Tandemy                         | Wielka Brytania · Harry Ryan, Thomas Lance                        | Południowa Afryka · William Smith, James Walker                | Holandia · Piet Ikelaar, Frans de Vreng                              |
| Wyścig drużynowy na dochodzenie | Włochy · F. Giorgetti, R. Ferrario, · A. Carli, P. Magnani        | Wielka Brytania · A. White, T. Johnson, · J. Stewart, C. Alden | Południowa Afryka · W. Smith, J. Walker, · S. Goosen, H. Kaltenbrunn |
| Wyścig na 50 km                 | Henry George                                                      | Cyril Alden                                                    | Piet Ikelaar                                                         |

## Kraje uczestniczące
W zawodach wzięło udział 103 kolarzy z 14 krajów:
| - Australia (2) - Belgia (15) - Czechosłowacja (4) - Dania (6) - Francja (13) - Holandia (10) - Kanada (5) - Luksemburg (1) - Norwegia (4) - Stany Zjednoczone (9) - Szwecja (4) - Wielka Brytania (13) - Włochy (12) - Południowa Afryka (5) |

## Klasyfikacja medalowa
| #  | Reprezentacja   | Złoto | Srebro | Brąz | Razem |
| -- | --------------- | ----- | ------ | ---- | ----- |
| 1. | Wielka Brytania | 1     | 3      | 1    | 5     |
| 2. | Szwecja         | 1     | 1      | 0    | 2     |
| 3. | Holandia        | 1     | 0      | 2    | 3     |
| 4. | Belgia          | 1     | 0      | 1    | 2     |
|    | Francja         | 1     | 0      | 1    | 2     |
| 6. | Włochy          | 1     | 0      | 0    | 1     |
| 7. | ZPA             | 0     | 2      | 1    | 1     |